# Palazzo Corsini

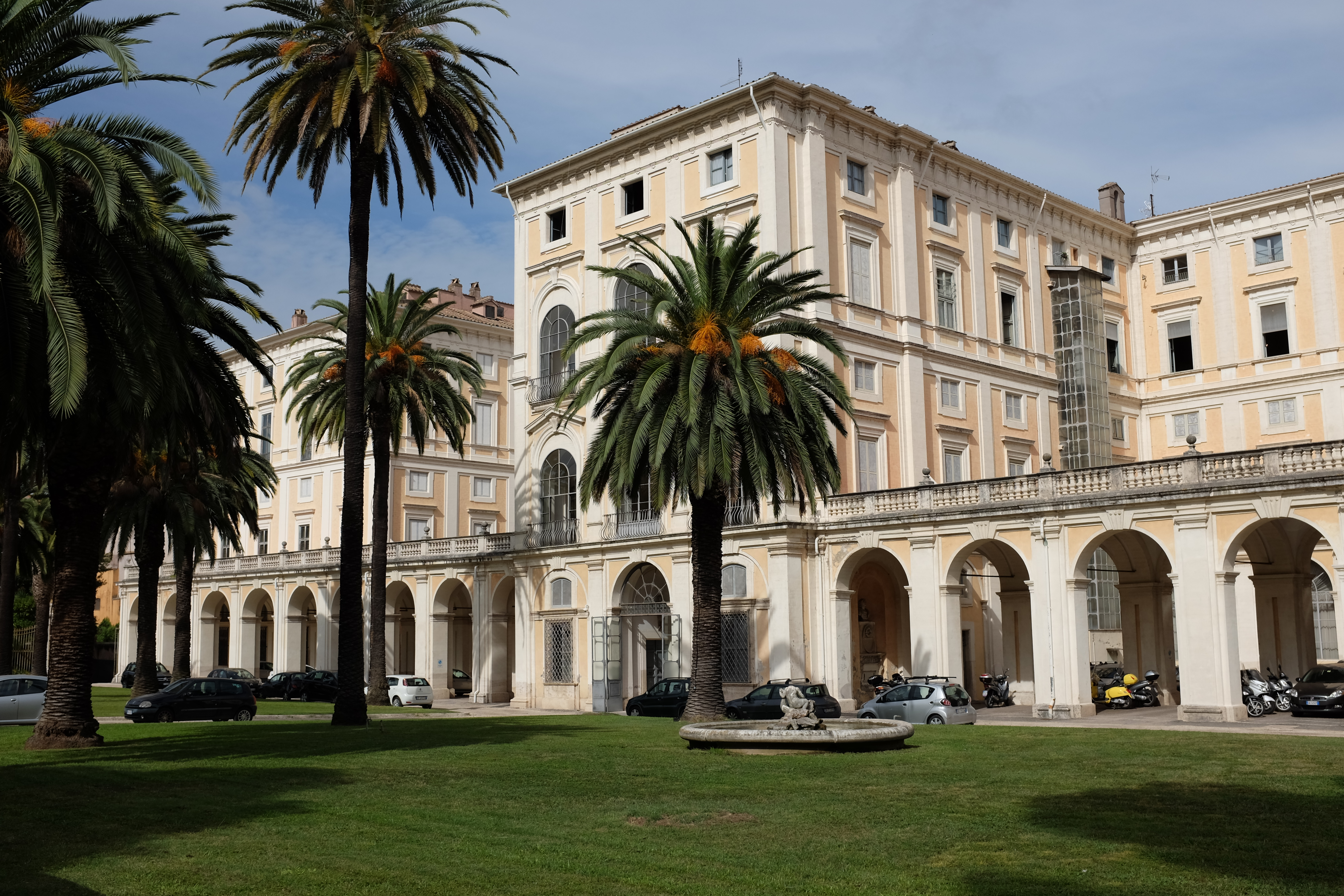
Palazzo Corsini.

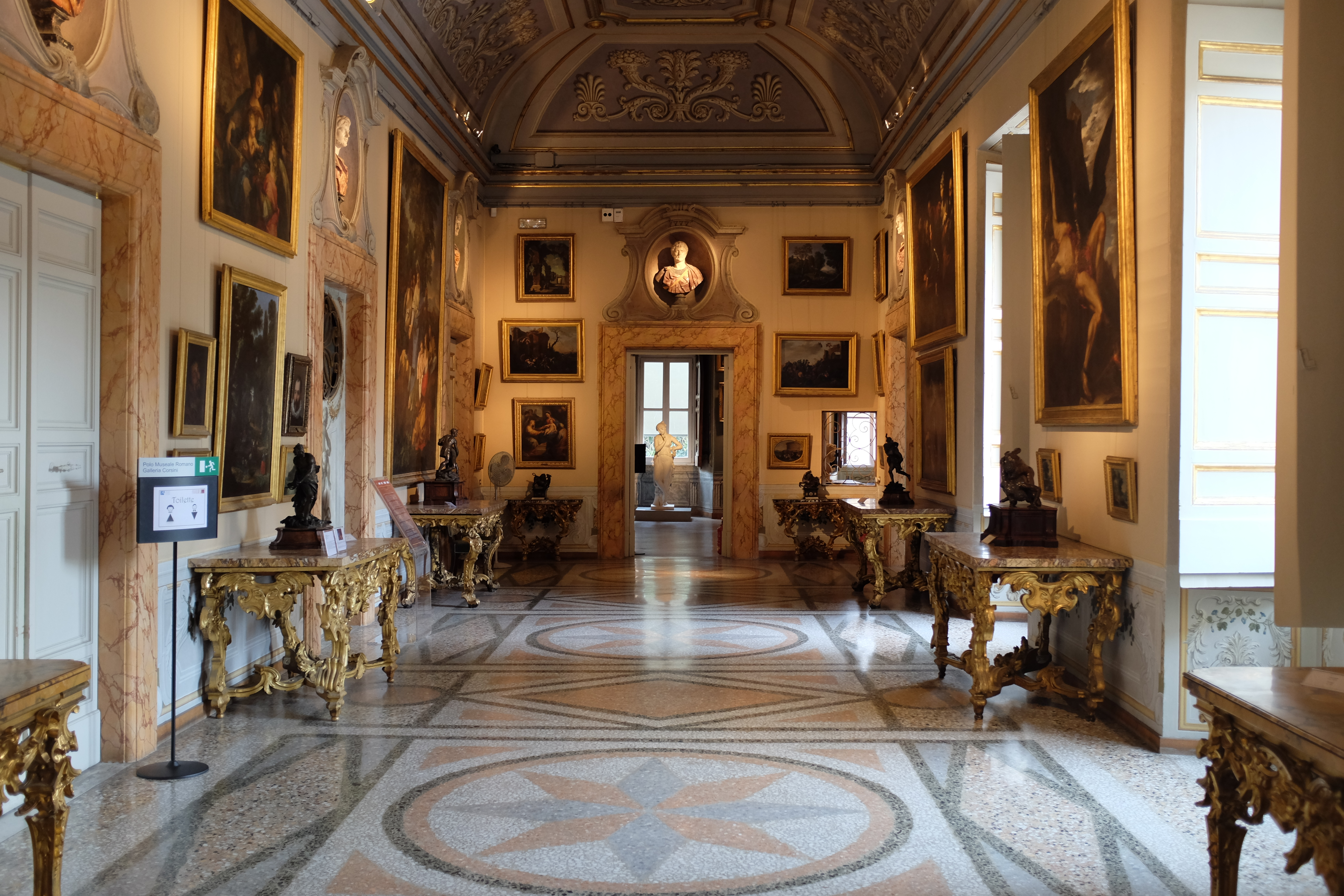
Interiör i Palazzo Corsini.

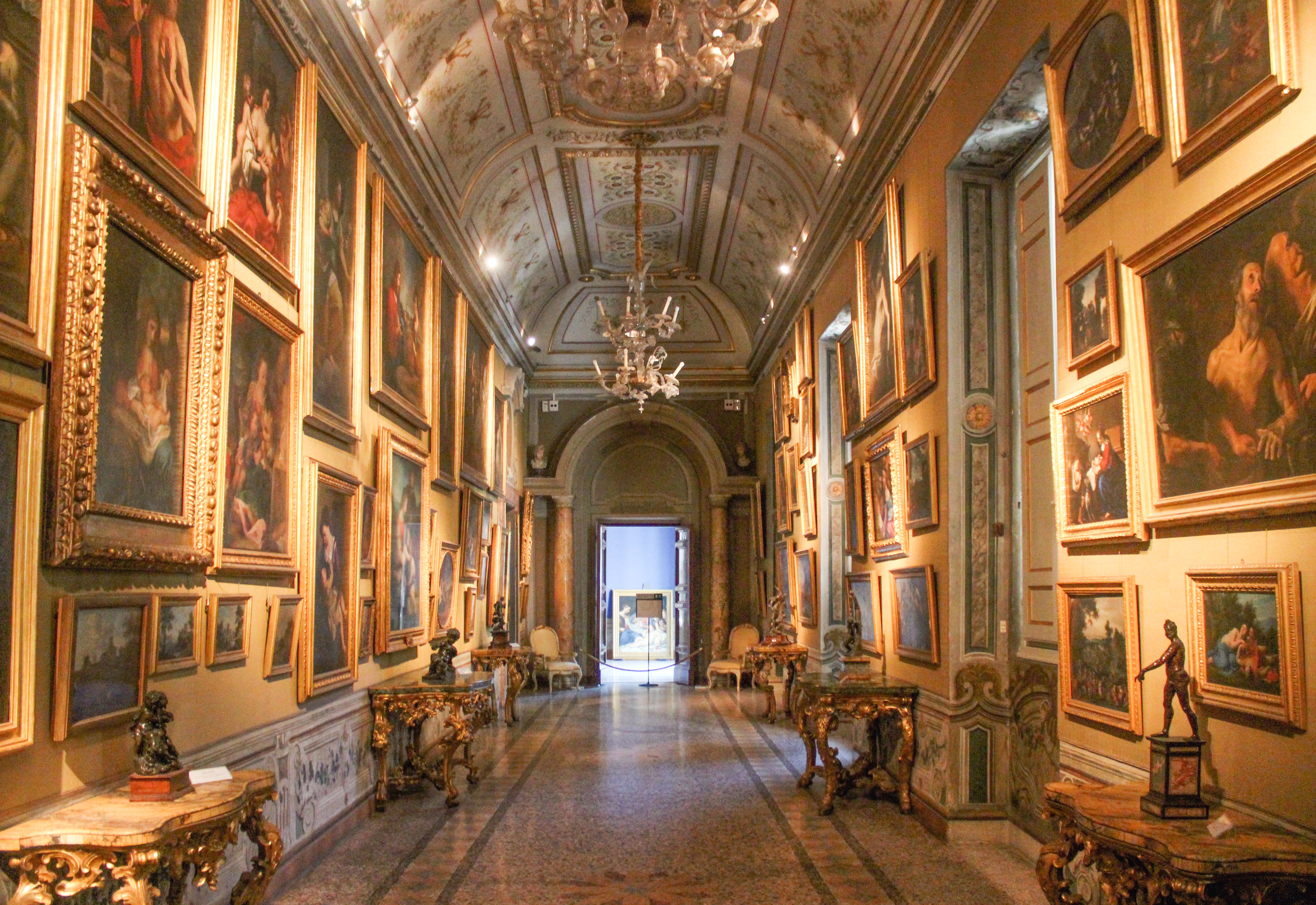
Interiör från Galleria del Cardinale i Palazzo Corsini.

Palazzo Corsini, tidigare Palazzo Riario, är ett palats beläget i Rom uppfört enligt senbarockens arkitektur efter ritningar av Ferdinando Fuga. Palatset uppfördes åt familjen Corsini mellan 1730 och 1740. Palatset är en utbyggnad av det tidigare byggnaden på platsen, Palazzo Riario, en 1400-talsvilla för familjen Riario.
Mellan 1659 och 1689 utgjorde det tidigare Palazzo Riario bostad åt den abdikerade drottning Kristina av Sverige, då hon konverterade och flyttade till Rom. Under hennes beskydd var detta platsen för de första mötena för den romerska Accademia dell'Arcadia. Under napoleonernas ockupation av Rom var palatset värd för Joseph Bonaparte. 
Palatset, som är beläget i stadsdelen Trastevere, ligger också bredvid Villa Farnesina. Idag hyser palatset Galleria Corsini och Accademia dei Lincei.
Galleria Nazionale d'Arte Antica di Palazzo Corsini i Palazzo Corsini är ett framstående konstmuseum, som omfattar första våningen i palatset. De nationella Arte Antica-samlingarna (vanligtvis efter år 1000 e.Kr.) i Rom består av ett antal platser, inklusive Palazzo Barberini, Galleria Borghese och Palazzo Corsini.
Majoriteten av de större verken i Galleria Corsini-samlingen donerades av familjen Corsini och samlades till en början av 1600-talssamlaren, kardinal Neri Maria Corsini. Andra medlemmar lade till verk till samlingen och från samlingar av påve Clemens XII och hans brorson. Palatset såldes år 1883 med sitt innehåll till staten och samlingen visas på sin ursprungliga plats. Samlingen omfattas främst av italiensk konst från tidig renässans till sent 1700-tal. Den har både religiösa och historiska verk samt landskap och genremålningar. 

## Bilder
| - Den helige Johannes Döparen av Caravaggio är en av målningarna i Galleria Corsini. |